# John J. Loud
John Jacob Loud (2 tháng 11 năm 1844 - 10 tháng 8 năm 1916) là một nhà phát minh người Mỹ nổi tiếng với thiết kế bút bi đầu tiên.
Là một luật sư tại Đại học Harvard, Loud làm việc tại Ngân hàng Liên minh Quốc gia ở Weymouth, Massachusetts như một người thu ngân. Ông cũng hoạt động trong cộng đồng của mình như một thành viên của nhà thờ, ủy viên của nhiều tổ chức địa phương, và là một thành viên của các tổ chức xã hội lịch sử địa phương. Loud sáng chế và đăng ký bằng sáng chế cho cái được coi là bút bi đầu tiên năm 1888; tuy nhiên sáng chế của ông không được thương mại hoá và bằng sáng chế cuối cùng đã hết hạn bản quyền. Bút bi hiện đại được László Bíró lấy bằng sáng chế vào năm 1938, 22 năm sau cái chết của Loud.
Tìm hiểu thêm về tiểu sử:
Loud sinh ra ở Weymouth, Massachusettsvào năm 1844, là con trai của John White Loud và Sarah Humphrey Blanchard. Ông theo học tại trường Weymouth, tốt nghiệp trường trung học Weymouth, và sau đó theo học tại Đại học Harvard , tốt nghiệp ngành luật năm 1866. Được bổ nhiệm vào Suffolk County Bar vào ngày 2 tháng 2 năm 1872  sau đó , ông tiếp tục học luật tại văn phòng của Jewell, Gaston & Field, nhưng sau đó đã chọn tham gia cùng cha mình trong ngành ngân hàng. Năm 1871, ông cùng cha làm việc cho Ngân hàng Quốc gia Liên minh với tư cách là trợ lý thủ quỹ. Sau cái chết của cha mình vào năm 1874, Loud đảm nhận vị trí thu ngân và giữ chức vụ đó cho đến khi ông từ chức vào năm 1895 vì lý do sức khỏe.

## Phát minh
Quan tâm sâu sắc đến việc phát minh , vào ngày 30 tháng 10 năm 1888, Loud đã nhận được bằng sáng chế đầu tiên (US #392.046) cho bút bi  khi cố gắng tạo ra một công cụ viết có thể viết trên các sản phẩm bằng da, sau đó -bút máy thông thường không thể. Cây bút của Loud có một viên bi thép xoay nhỏ, được giữ cố định bằng một cái ổ cắm. Trong bằng sáng chế, ông lưu ý:
Phát minh của tôi bao gồm một hộp chứa hoặc bút máy cải tiến, đặc biệt hữu ích, trong số các mục đích khác, để đánh dấu trên các bề mặt gồ ghề như gỗ, giấy gói thô và các vật phẩm khác mà bút thông thường không thể sử dụng được. 
Mặc dù phá 